# Buena (Nueva Jersey)
Buena es un borough ubicado en el condado de Atlantic en el estado estadounidense de Nueva Jersey. En el año 2010 tenía una población de 4.603 habitantes y una densidad poblacional de 233.7 personas por km².

## Geografía
Buena se encuentra ubicado en las coordenadas 39°31′41″N 74°56′41″O / 39.52806, -74.94472.

## Demografía
Según la Oficina del Censo en 2000 los ingresos medios por hogar en la localidad eran de $35,679 y los ingresos medios por familia eran $44,352. Los hombres tenían unos ingresos medios de $37,985 frente a los $23,788 para las mujeres. La renta per cápita para la localidad era de $16,717. Alrededor del 18.7% de la población estaba por debajo del umbral de pobreza.